# Manicouagan-Stausee
Das Réservoir Manicouagan ist ein ringförmiger See innerhalb eines Einschlagkraters in der Region Côte-Nord der kanadischen Provinz Québec.
Der aufgestaute See umgibt als Ring mit rund 70 km Durchmesser die ungefähr kreisförmige René-Levasseur-Insel und zeigt die durch einen Impakt entstandenen Strukturen im natürlichen Höhenprofil auf. Die südlich der Ringstruktur im Tal des Manicouagan-Flusses 1968 fertiggestellte Staumauer liegt rund 500 km nordnordöstlich von Québec und rund 200 km nördlich von Baie-Comeau. Die Fläche des Réservoir Manicouagan beträgt stauhöhenabhängig bis zu 1950 km², sein Volumen bis zu 141,6 km³; das Einzugsgebiet umfasst 29.241 km². Zuflüsse sind unter anderem der Rivière Mouchalagane, der Rivière Thémines, der Rivière Seignelay und der Rivière Hart Jaune. Abfluss ist der Rivière Manicouagan, der in Richtung Süden fließt und bei Baie-Comeau in den Sankt-Lorenz-Strom mündet.

## Einschlagkrater
Der kreisförmige See bildete sich innerhalb der Ringstruktur eines komplexen Einschlagkraters. Dieser entstand vor ungefähr 215 Millionen Jahren in der Oberen Trias durch den Einschlag eines Asteroiden mit einem Durchmesser von mindestens fünf Kilometern.

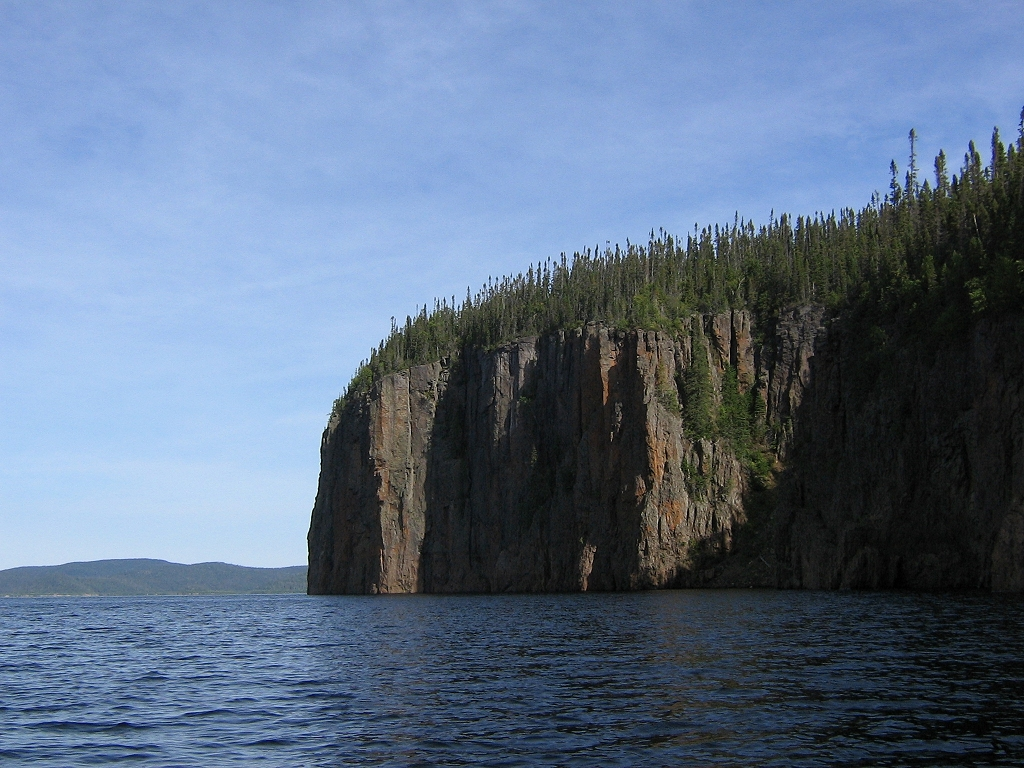
Etwa 100 m hohes Kliff mit säulenartigem Absonderungsgefüge von dunklem Impaktit im östlichen Bereich des Manicouagan-Kraters

Der Einschlag ist nicht, wie früher angenommen, für das Massenaussterben an der Trias-Jura-Grenze verantwortlich, da er etwa 13 Millionen Jahre vorher stattfand. Durch den Impakt des kosmischen Objekts entstand ein Krater von etwa 100 Kilometern Durchmesser. Somit zählt das Manicouagan-Ereignis, zusammen mit dem Chicxulub-Einschlag im heutigen Mexiko und dem sibirischen Popigai-Impakt, zu den drei größten Asteroideneinschlägen während des Phanerozoikums.
Aufgrund von Sedimentation und Erosion ist der ursprüngliche Durchmesser des Manicouagan-Kraters inzwischen auf 72 Kilometer reduziert. Inmitten des ringförmigen Sees befindet sich die 2020 km² große René-Levasseur-Insel. Deren höchster Punkt, der Gipfel des 952 Meter hohen Mont Babel, eines durch Isostasie entstandenen Zentralbergs, liegt etwa 600 Meter über dem Wasserspiegel des Stausees.

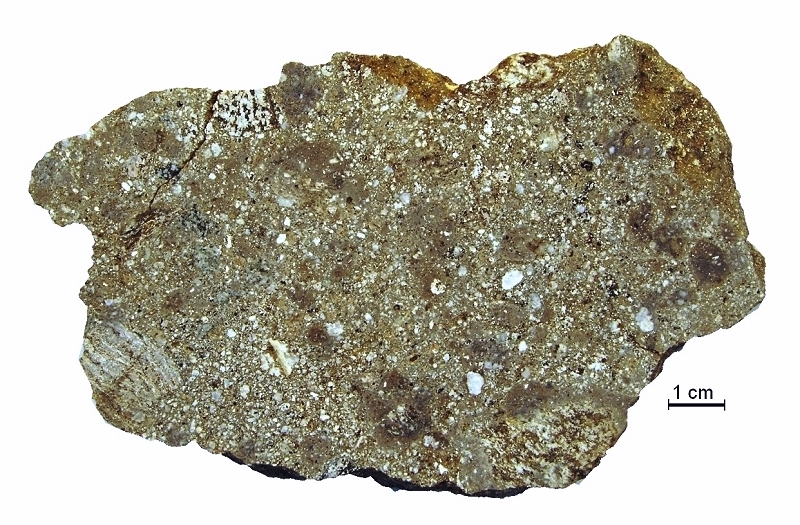
Helles Impaktitgestein, ein Suevit, aus dem Einschlagkrater
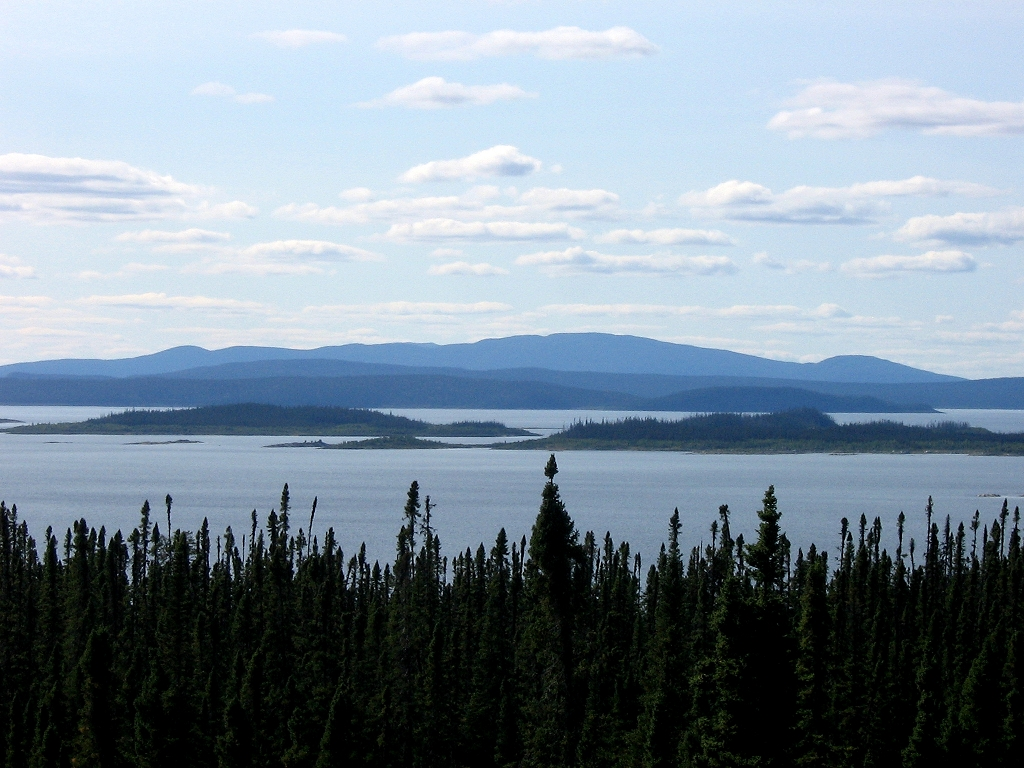
Blick über den Stausee, im Hintergrund Mont Babel, der Zentralberg

## Stausee
Das Seengebiet von Manicouagan und Mouchalagan wurde in den 1960er Jahren durch den Bau einer Talsperre etwa 60 km südlich des Ringes der Impaktstruktur in einen Stausee umgewandelt, um elektrische Energie aus Wasserkraft zu erzeugen. Über die in den vormals natürlichen Gewässern enthaltene hinaus wird damit etwa ein Drittel als zusätzliche Wassermenge gestaut. Bei dem seit den 1980er Jahren verfolgten Stauziel liegt die Wasseroberfläche rund 350 Meter über dem Meeresspiegel und beträgt so 1788 km², das Volumen des Sees 137,9 km³, wovon 35,2 km³ für die Gewinnung elektrischer Energie durch Turbinen verfügbar sind.
Bei maximaler Stauhöhe von 359,6 Meter über dem Meeresspiegel ist der See etwa 1950 km² groß und hat ein Volumen von 141,6 km³ (141,6 Billionen Liter). Der Stausee ist bis zu 350 Meter tief, durchschnittlich rund 85 Meter. Die Talsperre gehört zu den zehn größten der Erde, gemessen am Speicherraum.

## Kraftwerke
Die Daniel-Johnson-Talsperre (Barrage Daniel-Johnson) ist 1314 Meter lang und mit einer Höhe von 214 Metern die weltweit höchste Pfeilerstaumauer. Sie liegt südlich im Tal des Manicouagan-Flusses (50° 38′ 49″ N, 68° 43′ 27″ W). Ihre genaue Bauart ist die einer Mehrfach-Bogenstaumauer.
An der Staumauer befinden sich zwei Wasserkraftwerke mit einer Gesamtleistung von 2660 Megawatt: das Wasserkraftwerk Manic-5 (50° 38′ 23″ N, 68° 43′ 37″ W) mit acht Turbinen und einer Leistung von 1596 Megawatt (Baujahr 1970) sowie das benachbarte Wasserkraftwerk Manic-5-PA (50° 38′ 26″ N, 68° 44′ 13″ W) mit vier Turbinen und einer Leistung von 1064 Megawatt (Baujahr 1989).